# Los protegidos
Los protegidos és una sèrie de televisió produïda per Ida y Vuelta per a la cadena d'Espanya i privada Antena 3, i que es va estrenar el 12 de gener de 2010, tot i que la cadena la va preestrenar el dia abans a la pàgina web.
La primera temporada va finalitzar el 12 d'abril de 2010 amb una mitjana de 3.360.000 espectadors i un 18,1 de share. L'audiència assolida durant la primera temporada va motivar que la sèrie es renovés per a una segona temporada que es va començar a rodar en juliol. Aquesta nova temporada, que tenia prevista l'emissió el setembre de 2010 va ser finalment estrenada el gener de 2011 a causa del temps que requereix la  gravació en 3D, tecnologia pionera a Espanya aplicada a una sèrie. Entre les novetats d'aquesta segona temporada destaca la incorporació Maxi Iglesias com a personatge fix de la sèrie.
El 8 de març de 2012 comença la tercera temporada amb nous personatges interpretats per Marta Torné, Marta Calvó, Javier Mora, Natalia Rodríguez i Luisa Gavasa. i es presenta com la darrera temporada de la sèrie.

## Argument
Los protegidos narra la història d'una sèrie de persones que viuen a la localitat fictícia de Valle Perdido fent-se passar per una família, els Castillo Rey. El motiu és els poders sobrenaturals que posseeixen els "fills" d'aquesta família, els quans
 els porta a ser perseguits per un grup de persones amb intencions desconegudes. Els membres són Mario i el seu fill Carlos, un nen que domina la telequinesi; Jimena, la filla de la qual va estar segrestada per la gent de la que s'amaguen; Culebra, un adolescent amb la capacitat de fer-se invisible quan vol; Sandra, posseïdora d'un poder relacionat amb l'electricitat; Lucía, filla adoptiva d'un treballador social i que té l'habilitat de llegir els pensaments de les persones; i Lucas, un noi de 14 anys amb la facultat de transformar-se en altres persones completa aquesta família singular, la qual després de fugir de les seves respectives cases hauran d'amagar el seu secret de cara als seus veïns i nous companys de treball i estudis. El seu objectiu serà conviure com si es coneguessin des de sempre.

### Personatges principals
| Personatge                                      | Actor/Actriu      | Descripció |
| ----------------------------------------------- | ----------------- | --- |
| Mario Montero / Mario Castillo                  | Antonio Garrido   | El pare de tan particular "família". Després de perdre dos anys enrere a la seva dona, ha dut a terme les tasques de casa i la cura del seu fill Carlitos el millor que ha pogut, compaginant-ho amb el seu treball en una comissaria de policia. Després revelar Carlitos seva habilitat especial, i havent escoltat la història de Jimena, es posa en contacte amb ella, creient que pot ajudar a afrontar aquesta situació totalment nova. Quan pren consciència de l'amenaça dels segrestadors de nens amb poders, es veu obligat a seguir Jimena i als altres nois a la seva nova residència en haver deixat la motxilla del seu fill amb les seves dades a la vista dels seus perseguidors, i començar allà una nova vida. Una cosa que no resulta fàcil quan s'arrisca a comprometre els seus al creure haver-se enamorat de Núria, la professora de l'escola dels seus "fills ", encara que en el fons també sent alguna cosa per Jimena. Quan s'adona que Núria no és el que sembla assumeix un gran risc per rescatar Jimena, segrestada per aquesta i per Andrés. La vida de Mario penja d'un fil quan, després de buscar a casa de Núria a Blanca i trobar en el seu lloc a la filla de Andres aquesta li transmet la seva afecció cardíaca al fregar ell, sent posteriorment sanat per la nena. |
| Jimena García Cabrera/ Jimena Rey               | Angie Cepeda      | La "mare" de la família Castillo Rey. Després del segrest de la seva filla Blanca, que la nena havia predit hores abans, ha posat tot el seu esforç per trobar-la, la qual cosa ha acabat amb el seu matrimoni. Nou mesos després del rapte, es posa en contacte amb ella Silvestre, que li confirma que a part de Blanca, hi ha més nens "especials", a qui persegueixen els segrestadors. Quan coneix a Mario i el seu fill, per ajudar-decideix acudir al treballador social, a qui, alertada prèviament per la seva filla adoptiva, Lucía, troba mort al seu pis. Després de fugir dels assassins al costat de Mario i als nois amb poders, pren la decisió de instal·lar amb ells a la casa que Silvestre tenia pensat llogar per prosseguir les seves investigacions, amb la confiança de no ser trobats allà i esbrinar on es troba la seva filla. Les seves extremades precaucions per passar desapercebuts no eviten que la farsa comenci a trontollar amb els tonteja de Mario (per qui està començant a sentir alguna cosa) amb Núria. Els seus recels cap a aquesta i Andrés es converteixen en desconfiança quan descobreix que podrien tenir relació amb allò que Silvestre estava investigant, motiu pel qual comença a seguir la pista, sent retinguda per ells quan s'acosta perillosament al que oculten, i posteriorment rescatada per Mario. Després de l'incident d'aquest amb Elena, la filla d'Andrés, es resisteix a confiar en els dos professors fins que Lucía li revela la veritat sobre les seves intencions, arribant a veure-hi uns bons aliats. |
| Sandra Olaiz / Sandra Castillo Rey              | Ana Fernández     | Una adolescent amb la facultat d'alterar el camp elèctric de tot el que l'envolta. Després de descobrir el seu poder intenta informar-se sobre el que li passa buscant a Internet i en els llibres sense trobar cap resposta. En deixar inconscient a la seva germana d'una descàrrega es fuga de casa, punt de partida perquè acabi coneixent a la que serà la seva nova família per mediació de Culebra, amb qui al principi mostra més d'una tensió, malgrat la seva atracció pel noi. L'enyorança de la seva veritable família, així com els seus intents per controlar la seva habilitat sense deixar-se portar per les emocions van marcant aquesta nova etapa de la seva vida. Quan descobreix que la seva família està removent cel i terra per trobar-la decideix tornar amb ells i abandonar els Castillo Rey, caient en la trampa que els seus perseguidors li han tendit, que la porten al seu cau per forçar-la a revelar l'amagatall de la seva altra família. Afortunadament aconsegueix escapar del lloc amb la inesperada ajuda d'Ángel, un dels nois presoners i aconsegueix tornar amb ell a casa del seu falsa família. |
| Culebra / Policarpio "Poli" Castillo Rey        | Luis Fernández    | Adolescent problemàtic que malviu al carrer mentre eludeix la policia gràcies a la seva capacitat per tornar-se invisible a voluntat; el seu sobrenom al fet d'haver-se escapat així dels orfenats i altres centres on ha estat tancat. Sap bé el perillosa que és la gent que el busca a ell ia altres nois amb habilitats especials, ja que ja ha aconseguit escapar-se d'ells en una ocasió. La mort de Silvestre, una de les poques persones que es preocupaven per ell el motiva a participar en l'estranya experiència familiar que formen Mario, Jimena i els altres, començant d'aquesta manera més d'una tensió amb la seva "germana", Sandra, davant de la qual dissimula la seva atracció per ella, encara que intentarà ajudar-la a controlar el seu poder, per la por d'ella a fer mal a la gent. Els seus sentiments per aquesta el condueixen a escortar en el retorn d'ella amb la seva veritable família sense que prengui consciència de la situació, tot i les conseqüències que la seva marxa pot portar. |
| Carlos Montero / Carlos "Carlitos" Castillo Rey | Daniel Avilés     | Fill únic de Mario, retret i introvertit, especialment des de la mort de la seva mare. De la vostra escola és considerat com un bitxo raro, i la causa resideix en el seu poder telequinético, el qual revela el seu pare després de ficar-se en un enèsim embolic. La recerca del seu progenitor de respostes a aquest fenomen els porta a Jimena i als altres nois amb poders, ajuntant-se tots ells quan reparen en l'amenaça a la qual s'enfronten. La formació d'aquesta peculiar família farà que se senti com un més entre els seus nous germans, tots ells tan "especials" com ell ... |
| Lucía Sánchez / Lucía Castillo Rey              | Priscilla Delgado | Òrfena de set anys que va passant de família en família fins a ser acollida per Silvestre, que, interessat en el seu cas, descobreix que és telépata (amb l'habilitat d'escoltar els pensaments de la gent). L'assassinat del seu pare mentre feia plans de mudances per investigar sobre la gent que busca els nens amb poders fa que la petita quedi a la cura de Jimena i Mario, que es traslladen juntament amb els altres nois especials a la casa que el treballador social anava a llogar. En la seva nova família trobarà en Carles a un gran company de jocs, i la seva intervenció serà rellevant, tant per a la relació de Sandra i Culebra, com per ajudar a Jimena a trobar la seva filla. |
| Lucas López Gallego / Lucas Castillo            | Mario Marzo       | Adolescent de 14 anys tímid i retret encara sensible en el fons. Trobat a casa pels seus pares, els quals van encaixar amb temor l'habilitat del seu fill per adoptar l'aparença física d'altres persones, el seu cas crida l'atenció de Silvestre, qui formula una denúncia a la policia, sense saber que amb això està atraient l'atenció d'una altra gent, la que segresta el noi fent-se passar per agents de la llei. En poder d'aquestes persones, i sota enganys és obligat a treballar per ells amb l'objectiu de trobar el parador d'altres nens amb poders fins que aconsegueix arribar fins Jimena i els altres fent-se passar per Silvestre amb la missió de trobar, moment en què decideix no tornar amb els seus captors i convertir-se en un més de la "família" Castillo Rey. Tot i que al principi la convivència no és fàcil, s'adona que el seu lloc està amb ells quan té l'oportunitat de tornar amb la seva veritable família. |
| Àngel/Víctor (†)                                | Maxi Iglesias     | Un dels nois presoners per l'organització que s'encarrega de la seva recerca. La seva resistència a col·laborar amb ells l'ha portat a passar-se anys tancat i aïllat, sense poder comunicar-se amb algú fins a l'arribada de Sandra, a qui es porta quan s'executa un pla de fugida bé meditat. Procedent d'una família desestructurada, desconeix que Culebra és el seu germà, a qui no veu des que aquest fugís de casa seva. |
| Julia                                           | Marta Torné       | És la nova directora de l'escola. Té 36 anys i apareix a la vida dels Castillo en un moment molt vulnerable. |

### Personatges secundaris
| Personatge           | Actor/Actriu      | Descripció |
| -------------------- | ----------------- | --- |
| Rosa Ruano           | Gràcia Olayo      | Veïna i casolana de la família creada per Mario i Jimena. La típica tafanera que des del principi es dedicarà a mirar amb lupa els moviments dels seus nous veïns. Malgrat tot, la seva bona voluntat el porta a oferir la seva ajuda tot i no la requereix, dificultant als nouvinguts el seu objectiu de passar desapercebuts. |
| Antonio Ruano        | Óscar Ladoire     | Marit de Rosa, policia i per res tan xafardera com la seva dona, encara que li segueix el corrent per evitar discutir amb ella. |
| Claudia Ruano        | Esmeralda Moya    | La capritxosa filla dels veïns i casolans de la família Castillo. Des que coneix a Culebra, s'enamora perdudament d'ell, i no li importa trencar amb el seu xicot, Leo, pel que fa coneix al fill dels veïns. S'esforça a demostrar a la seva mare que és la filla perfecta, encara que està convençuda que la seva condició d'adoptada és un obstacle per a això. |
| Borja Ruano          | Javier Mendo      | Fill petit d'Antonio i Rosa, es porta bé amb la seva germana i serà un dels primers amics de Carlos i Lucia, encara que al principi la seva actitud amb ells sigui més aviat hostil. Té el mal costum de presumir de tot el que té la seva família. |
| Leo                  | Raúl Mèrida       | Company de classe a l'institut de Claudia, Sandra i Culebra. No assimila gens bé la seva ruptura amb la primera, i després de més d'un enfrontament amb el seu nou company de classe, motivats pels flirtejos del seu ex amb aquest comença a fixar-se en Sandra. L'actitud fugissera d'ella el porta a desistir primer i més tard a sospitar que amaga alguna cosa, indagant fins a arribar a descobrir la seva veritable identitat, fet que el motiva a intentar esbrinar quins secrets amaga. |
| Hugo                 | Eduardo Espinilla | Germà de Leo i amic i company de classe a l'institut de Lluc, amb qui comparteix una mútua devoció pels còmics de superherois. |
| Nuria Gracia Tortosa | Maria Cotiello    | Professora de la classe on estudien Carlos, Lucía i Borja. Ajuda a Andrés a amagar-se en Valle Perdido juntament amb la seva filla, i amb el cap d'estudis de l'escola Astoria espera l'arribada de Silvestre, l'home que confien tindrà les respostes a les seves preguntes. L'arribada de la família Castillo Rey al seu lloc, juntament amb la filla d'aquest motiva que els vigilin de prop per esbrinar les seves intencions, encarregant ella de guanyar-se la confiança de Mario, i comprovar més tard el equivocats que estaven pel que fa a ells. |
| Andrés Soria Murillo | Roger Coma        | Cap d'estudis de l'escola on Mario i Jimena matriculen als seus "fills ". Descobreix el poder de la seva filla Elena quan la seva dona mor només tocar-la, sent posteriorment advertit del perill que corre la petita, motiu pel qual s'amaga amb ella en Valle Perdido. Juntament amb Núria espera l'arribada de Silvestre amb la confiança de poder rebre respostes per als seus interrogants, fins que arriba una família per ocupar la casa que tenien reservada per l'assistent social, amb la filla d'aquest amb ells. Les seves investigacions per esbrinar si els Castillo Rey estan amb la gent que busca Elena els porten a una situació límit en la que aconsegueixen guanyar-se la confiança mútua tot i els recels inicials de Jimena. Però el final els van descobrir i el van matar. |
| Paqui                | Carlotta Cosials  | La estudiosa de la classe de Sandra i Culebra, objecte de burla dels seus companys pel seu aspecte poc agraciat, especialment de Claudia i les seves amigues, als que no suporta. En canvi, és gran amiga de Sandra, amb qui creu compartir la seva mateixa visió moral. |
| Pare                 | Manuel Navarro    | Capitost de la gent que persegueix i segresta nois especials i encarregat de la custòdia d'aquests. Metòdic i sinistre, es posa al capdavant de la recerca dels Castillo Rey després del fracàs d'un dels seus subalterns. Amb multitud de contactes fins i tot en la policia, aconsegueix guanyar-se la confiança dels pares de Sandra i ser contractat com el seu advocat per arribar fins a la noia i pressionar perquè li reveli el parador de la seva altra família, venint el seu pla avall quan aquesta es fuga amb l'ajuda d'Ángel. |
| Martín               | Javier Mora       | Té 38 anys. Ha obert una cafeteria a Valle Perdido anomenada Búho, lloc que es convertirà ràpidament en el punt de trobada dels personatges. |
| Michelle             | Natalia Rodríguez | És la germana de Martín, persuasiva, atractiva, sensual, simpàtica i enginyosa. |
| Mare                 | Marta Calvó       | Juntament amb Pare van idear un pla per fer-se'n amb tots els nens amb poder en el món. Coneix molt bé l'organització elefant perquè ella el va crear i el lidera. |
| Dorita               | Luisa Gavasa      | Dona de mitjana edat que va viure a Valle Perdido fa molts anys i coneix a la perfecció tots els secrets que oculten aquest lloc. |

## Poders
Les habilitats sobrenaturals dels joves protagonistes deLos protegidosformen una part indispensable de la trama principal de la sèrie. La següent és una llista sobre els poders exposats fins al moment.
- Telequinesi: habilitat de moure objectes amb la ment. A la sèrie és Carlitos, el fill de Mario, qui té tal poder.
- Invisibilitat: capacitat de tornar-se invisible un mateix, qualsevol objecte per contacte o ambdós alhora. És el poder de què Culebra està dotat.
- Metamorfosi: poder d'adoptar l'aparença física d'altres persones. És l'habilitat de Lucas, que pot transformar-se en aquells amb qui pren contacte físic, encara que en estat de consciència només pugui fer-ho en l'última persona a qui toca.
- Electroquinesi: capacitat de generar electricitat i de manipular el camp elèctric del que un es troba envoltat. És el poder que té Sandra, qui, nerviosa o enfadada, és incapaç de controlar-ho.
- Telepatia: habilitat de llegir la ment de qualsevol. Poder que posseeix Lucía.
- Premonició: capacitat de percebre esdeveniments futurs. Habilitat de Blanca, la filla de Jimena.
- Intangibilitat: capacitat de travessar objectes per voluntat pròpia. Poder que té Ángel.
- Bioquinèsia: habilitat d'una persona per alterar l'estat de salut de la persona a qui toqui, capaç de curar o matar en funció del seu estat d'ànim. Poder d'Elena, la filla d'Andrés.
- Manipulació de la massa molecular: Facultat per a poder controlar la massa de les molècules del cos propi, augmentant o disminuint per aconseguir la duresa d'una roca o travessar objectes sòlids respectivament. Poder que posseeix Ángel, el noi que es fuga amb Sandra del cau dels segrestadors de nens especials.

## Episodis i audiències
| Capítol           | Nom                            | Data d'emissió                | Audiència | Share  | Ver |
| ----------------- | ------------------------------ | ----------------------------- | --------- | ------ | --- |
| PRIMERA TEMPORADA |                                |                               |           |        |     |
| 1 (1)             | ¿Y ahora qué?                  | Dimarts 12 de gener de 2010   | 3.678.000 | 18,6%  |     |
| 2 (2)             | Ya vienen los Reyes            | Dimarts 19 de gener de 2010   | 3.704.000 | 18,7%  |     |
| 3 (3)             | Los niños no dicen mentiras    | Dimarts 26 de gener de 2010   | 3.467.000 | 18,4%  |     |
| 4 (4)             | El robo                        | Dimarts 2 de febrer de 2010   | 3.588.000 | 19,1%  |     |
| 5 (5)             | El piñatón                     | Dimarts 9 de febrer de 2010   | 3.296.000 | 16,3%  |     |
| 6 (6)             | El mutante                     | Dimarts 16 de febrer de 2010  | 3.461.000 | 18,0%  |     |
| 7 (7)             | Somos lo que somos             | Dimarts 23 de febrer de 2010  | 3.251.000 | 17,3%  |     |
| 8 (8)             | El accidente                   | Dimarts 2 de març de 2010     | 3.063.000 | 17,5%  |     |
| 9 (9)             | Cierra los ojos                | Dimarts 9 de març de 2010     | 3.165.000 | 18,0%  |     |
| 10 (10)           | Secretos y limones             | Dimarts 16 de març de 2010    | 2.777.000 | 16,0%  |     |
| 11 (11)           | Lazos de sangre                | Dimarts 23 de març de 2010    | 3.006.000 | 17,5%  |     |
| 12 (12)           | Pide un deseo                  | Dilluns 5 d'abril de 2010     | 3.617.000 | 19,8%  |     |
| 13 (13)           | El último día en Valle perdido | Dilluns 12 d'abril de 2010    | 3.599.000 | 20,3%  |     |
| SEGONA TEMPORADA  |                                |                               |           |        |     |
| 1 (14)            | Confía en mí                   | Diumenge 16 de gener de 2011  | 3.142.000 | 15,5%  |     |
| 2 (15)            | Uno de los nuestros            | Diumenge 23 de gener de 2011  | 3.260.000 | 15,4%  |     |
| 3 (16)            | El juego del escondite         | Diumenge 30 de gener de 2011  | 3.223.000 | 15,5%  |     |
| 4 (17)            | No quiero ser normal           | Diumenge 6 de febrer de 2011  | 3.266.000 | 16,4%  |     |
| 5 (18)            | La luz al final del túnel      | Diumenge 13 de febrer de 2011 | 2.924.000 | 14,1%  |     |
| 6 (19)            | Cumpleaños feliz               | Diumenge 20 de febrer de 2011 | 2.912.000 | 14,5%  |     |
| 7 (20)            | En la boca del lobo            | Diumenge 27 de febrer de 2011 | 2.883.000 | 14,4%  |     |
| 8 (21)            | Nunca te dejaré solo           | Diumenge 6 de març de 2011    | 2.892.000 | 14,6%  |     |
| 9 (22)            | El hombre de hojalata          | Diumenge 13 de març de 2011   | 2.819.000 | 14,1%  |     |
| 10 (23)           | La bruja del bosque            | Diumenge 20 de març de 2011   | 2.965.000 | 15,0%  |     |
| 11 (24)           | Cuidado con lo que deseas      | Diumenge 27 de març de 2011   | 2.891.000 | 14,2%  |     |
| 12 (25)           | La noche del fuego             | Diumenge 3 d'abril de 2011    | 2.994.000 | 14,8%  |     |
| 13 (26)           | Reencuentro (Parte 1)          | Diumenge 10 d'abril de 2011   | 3.050.000 | 15,9%  |     |
| 14 (27)           | Reencuentro (Parte 2)          | Diumenge 17 d'abril de 2011   | 3.132.000 | 16,9%  |     |
| TERCERA TEMPORADA |                                |                               |           |        |     |
| 1 (28)            | La huída                       | Dijous 8 de març de 2012      | 2.616.000 | 14%    |     |
| 2 (29)            | 72 días sin tí                 | Dijous 15 de març de 2012     | 2.469.000 | 14%    |     |
| 3 (30)            | La hora de las hadas           | Dijous 22 de març de 2012     | 2.101.000 | 12%    |     |
| 4 (31)            | ¿Quieres ser mi novio?         | Dijous 29 de març de 2012     | 2.418.000 | 13,2%  |     |
| 5 (32)            | El hada estresada              | Dijous 12 d'abril de 2012     | 1.998.000 | 10,9%  |     |
| 6 (33)            | Te quiero                      | Dijous 19 d'abril de 2012     | 2.191.000 | 12,3%  |     |
| 7 (34)            | La vida sin Culebra            | Dijous 26 d'abril de 2012     | 2.292.000 | 13,3%  |     |
| 8 (35)            | C'est à Paname                 | Dijous 3 de maig de 2012      | 2 101 000 | 11,5 % |     |
| 9 (36)            | Sin miedo                      | Dijous 10 de maig de 2012     | 1 780 000 | 10,5 % |     |
| 10 (37)           | La estrella de los deseos      | Dijous 17 de maig de 2012     | 1 835 000 | 10,7 % |     |
| 11 (38)           | Que empiece la fiesta          | Dijous 24 de maig de 2012     | 1 991 000 | 11 %   |     |
| 12 (39)           | El poder de los deseos         | Dijous 30 de maig de 2012     | 1 860 000 | 10,6 % |     |
| 13 (40)           | Los lazos invisibles           | Dijous 6 de juny de 2012      | 2 020 000 | 11,8 % |     |
| 14 (41)           | Sacrificio                     | Dijous 13 de juny de 2012     | 2 325 000 | 13,9 % |     |

## Premis i nominacions
- Festival de Televisió i Ràdio de Vitòria[7]

| Edició | Categoria                                          | Resultat  |
| ------ | -------------------------------------------------- | --------- |
| 2010   | Premi 'Passió de Crítics' al descobriment de l'any | Guanyador |

- Must! Awards

| Edició | Categoria                       | Premiat              | Resultat  |
| ------ | ------------------------------- | -------------------- | --------- |
| 2010   | Serie Must! de l'any            | Serie Must! de l'any | Nominat   |
| 2010   | Interpretació femenina de l'any | Esmeralda Moya       | Nominada  |
| 2010   | Revelació Must!                 | Luis Fernández       | Guanyador |